# Saint-Georges de Bouhélier
Stéphane-Georges Lepelletier de Bouhélier, dit Saint-Georges de Bouhélier, né à Rueil (Hauts-de-Seine) le 19 mai 1876 et mort à Montreux (Suisse) le 20 décembre 1947, est un poète, romancier et auteur dramatique français.

## Biographie
Fils du journaliste et homme de lettres Edmond Lepelletier et frère d'Isabelle Viviani, il fait ses études au lycée de Versailles, où il se lie d'amitié avec Maurice Le Blond, le futur gendre d'Émile Zola, et au lycée Condorcet. En février 1893, à l'âge de seize ans, il fonde une revue littéraire, L'Académie française, qui devient, après le deuxième numéro, L'Assomption. En janvier 1894, après un long séjour en Suisse, il entre comme employé à la Compagnie des chemins de fer de l'Ouest. En mai, il lance, avec Le Blond, Le Rêve et l'Idée. C'est alors qu'il fonde le  naturisme, mouvement inspiré par le désir de concilier la vérité et la beauté dans l'art en exaltant les mystères et les splendeurs de la vie et la vertu civique, Fin 1895, sa revue est rebaptisée Documents sur le naturisme, puis, en mars 1897, La Revue naturiste ; à l'image, il associe Fabien Launay et George Bottini.
En novembre 1896, il a son premier entretien avec Zola à qui il avait dédié son livre L'Hiver en méditation. Zola lui conseille d'écrire un article sur le naturisme et promet de le recommander aux directeurs du Figaro. Les deux hommes se voient souvent par la suite, et Bouhélier soutient la campagne du romancier pour la révision du procès Dreyfus. Après avoir publié des récits lyriques — La Route noire (1900), Julia ou les Relations amoureuses (1903) — et des vers philosophiques — Les Chants de la vie ardente (1902) —, il fait paraître La Romance de l'homme (1912), apologie de la cause ouvrière.
Bouhélier écrit surtout pour le théâtre en se donnant pour but de faire renaître la tragédie. Il choisit des sujets religieux (Le Roi sans couronne, 1906), politiques (La Tragédie royale, 1909), légendaires (La Tragédie de Tristan et Iseult, 1923), et, surtout, des sujets historiques (Le Sang de Danton, 1931 ; Napoléon, 1933 ; Jeanne d'Arc, la Pucelle de France, 1934 ; Le Roi-Soleil, 1938). Il obtient son plus grand succès avec Le Carnaval des enfants, pièce créée au théâtre des Arts en 1910, et jouée par la suite à l'Odéon et à la Comédie-Française.

## Œuvres
- L'Annonciation, livret de rêve et d'amour, paraissant à des époques irrégulières, 1893-1894
- Discours sur la mort de Narcisse, ou l'Impérieuse métamorphose, théorie de l'amour, 1895
- La Résurrection des dieux, théorie du paysage, 1895
- La Vie héroïque des aventuriers, des poètes, des rois et des artisans, théorie du pathétique, pour servir d'introduction à une tragédie ou à un roman, 2 vol., 1895
- L'Hiver en méditation, ou les Passe-temps de Clarisse. Suivi d'un opuscule sur Hugo, Richard Wagner, Zola et la poésie nationale, 1896
- Églé, ou les Concerts champêtres, suivi d'un épithalame, 1897
- Affaire Dreyfus. La révolution en marche, P. V. Stock, Éditeurs, Paris, 1898
- Les Éléments d'une renaissance française, 1899
- La Route noire, 1900
- La Tragédie du nouveau Christ, 1901
- Les Chants de la vie ardente, 1902
- Histoire de Lucie, fille perdue et criminelle, 1902
- Julia, ou les Relations amoureuses, 1903
- Des Passions de l'amour, accompagné de deux autres essais, 1904
- Choix de pages anciennes et nouvelles, 1907
- La Romance de l'homme, poésies, 1912
- Légendes de la guerre de France, poèmes, 1917
- L'Impératrice aux rochers, 1928
- Choix de poésies, 1933
- Napoléon. Grandeurs et misères, Fasquelle Éditeurs, Paris, 1938
- Introduction à la vie de grandeur, 1942
- Voyage dans la Suisse d'autrefois, 1944
- La Grande Pitié, 1945
- Le Printemps d'une génération, 1946
- Un grand amour de Briand [Berthe Cerny], 1949

Théâtre

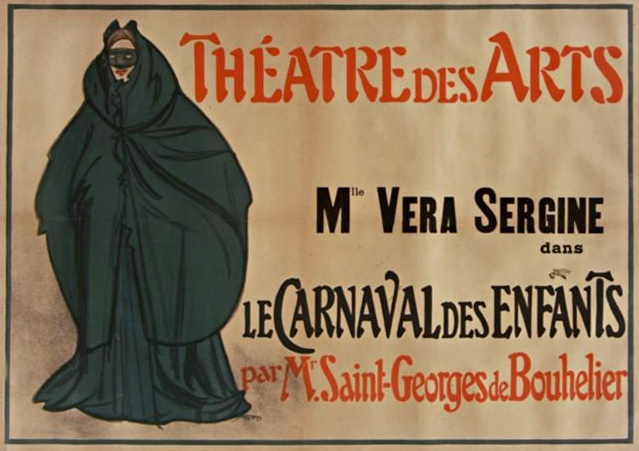
Véra Sergine dans Le Carnaval des enfants au théâtre des Arts (1910)

- Le Roi sans couronne, pièce en 5 actes, Paris, théâtre des Arts, 2 février 1906
- La Tragédie royale, pièce en 3 actes, en prose, Paris, théâtre de l'Odéon, 7 janvier 1909
- Le Carnaval des enfants, pièce en 3 actes, Paris, théâtre des Arts, 25 novembre 1910
- La Vie d'une femme, pièce en 4 actes et 12 tableaux, Paris, théâtre de l'Odéon, 7 février 1919
- Fête triomphale, poème dramatique en 3 parties, Paris, théâtre de l'Opéra, 14 juillet 1919
- Œdipe, roi de Thèbes, pièce en 3 parties et 13 tableaux, accompagnée d'une musique de scène, tirée des œuvres de J.-S. Bach, cirque d'hiver de Paris, 1919
- Les Esclaves, pièce en 3 actes, Paris, Théâtre des Arts, 25 avril 1920[2].
- La Tragédie de Tristan et Iseult, pièce en 4 actes et 18 tableaux, accompagnée d'une musique de scène tirée des airs populaires bretons, Paris, Théâtre de l'Odéon, 9 février 1923
- La Féerie amoureuse[3], pièce en 3 actes et 6 tableaux, Paris, théâtre du Nouvel-Ambigu, 7 avril 1924
- Les Flambeaux de la noce, pièce en 3 actes et 6 tableaux, Paris, Comédie-Française, 23 mars 1927
- La Célèbre histoire, pièce en 3 actes et 6 tableaux, Paris, théâtre des Mathurins, 24 avril 1928
- Le Sang de Danton, pièce en 3 actes et 25 tableaux, Paris, Comédie-Française, 3 juin 1931
- Napoléon, pièce en 4 actes et 34 tableaux, Paris, théâtre de l'Odéon, 22 février 1933
- La Pucelle de France, pièce en 4 actes et 34 tableaux, Paris, théâtre de l'Odéon, 21 novembre 1934
- Le Roi-Soleil, pièce en trois actes et neuf tableaux, Paris, théâtre de l'Odéon, 13 avril 1938
- Le Chant de la liberté, pièce en 3 actes et 11 tableaux, Paris, théâtre de l'Odéon, 29 mai 1945

## Pour approfondir